# Neurofarmakologi
Neurofarmakologi är studiet av hur läkemedel påverkar den cellulära funktionen i nervsystemet, och de neurala mekanismer som via läkemedel påverkar beteende. Det finns två huvudsakliga grenar av neurofarmakologi: beteende och molekylär. 
Betende neurofarmakologi inriktar sig på studiet av hur ett läkemedel påverkar människors beteende (neuropsykofarmakologi), inklusive studiet av hur läkemedelsberoende och missbruk påverkar den mänskliga hjärnan.
Molekylär neurofarmakologi innebär studiet av nervceller och deras neurokemiska interaktioner, med det övergripande målet att utveckla läkemedel som har positiva effekter på den neurologiska funktionen. 
Båda dessa områden är nära förknippade med varandra, eftersom båda arbetar med interaktionen mellan signalsubstanser, neuropeptider, neurohormoner, "neuromodulators", enzymer, "second messengers", "symporter", jonkanaler och receptor protein i centrala och perifera nervsystemet. Forskare som studerar dessa interaktioner utvecklar läkemedel för att behandla många olika neurologiska sjukdomar som smärta, neurodegenerativa sjukdomar som Parkinsons sjukdom och Alzheimers sjukdom, psykiska störningar, missbruk och många andra.